# Ignazio Hugford
Ignazio Hugford o Ignatius Heckford (Pisa, 1703 – Firenze, 1778) è stato un pittore e restauratore italiano attivo soprattutto a Firenze e in Toscana.

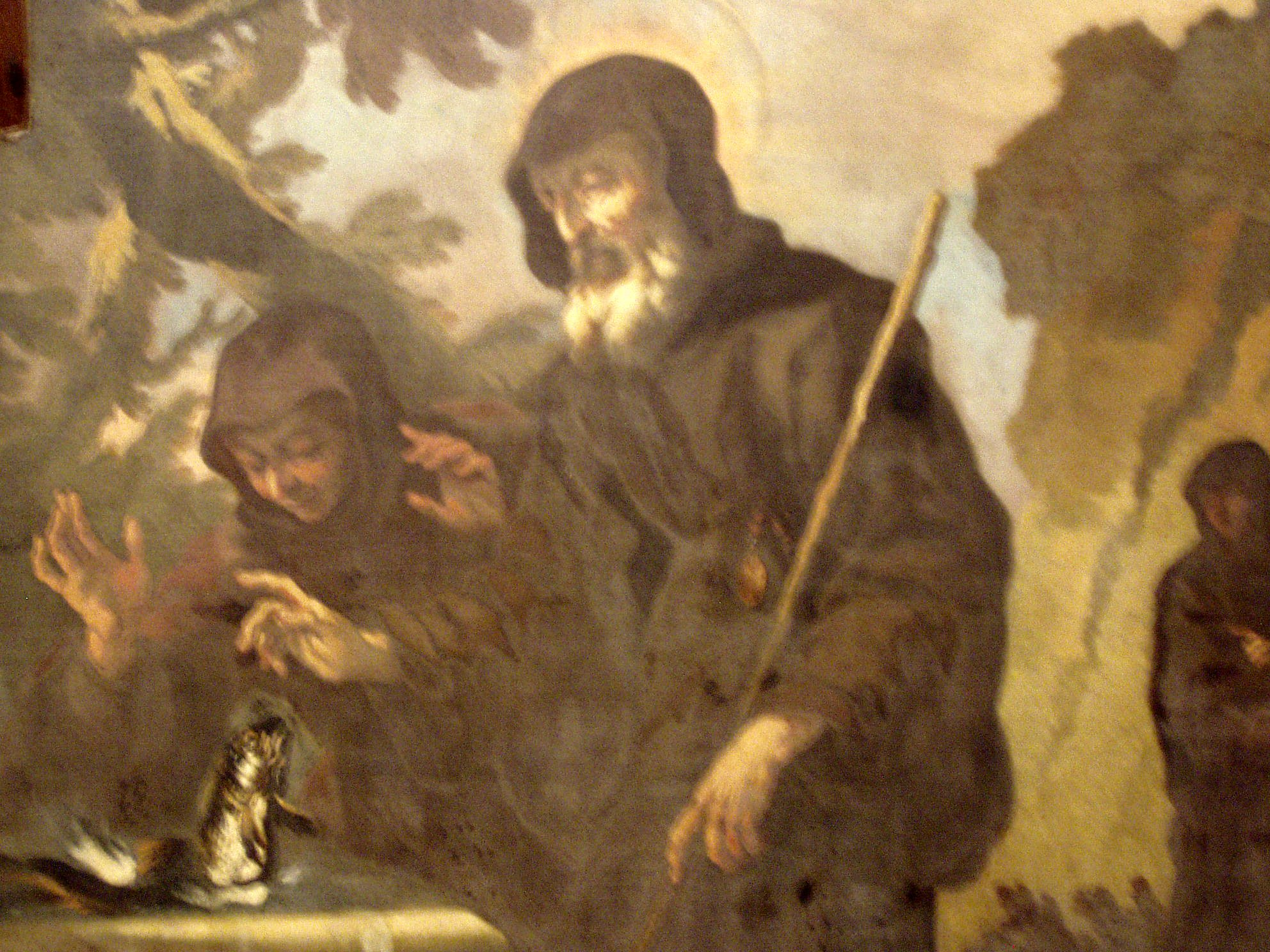
Il Miracolo della trota rediviva operato da Francesco di Paola

Insieme a Agostino Veracini, Hugford fu uno dei più talentuosi restauratori del Settecento capace di ricalcare perfettamente lo stile dell'opera da restaurare, diversamente dall'usanza dei restauratori a loro contemporanei che invece erano soliti convertire il dipinto da restaurare nello stile coevo.

## Biografia
Nato a Pisa nel 1703, figlio di un orologiaio inglese chiamato alla corte granducale, Ignazio fu allievo del pittore Anton Domenico Gabbiani e perciò risentì sia della lezione cortonesca che della grande stagione del barocco romano, entrambe presenti nella pittura del Gabbiani.
Nel refettorio dell'Abbazia di Vallombrosa si trovano 14 sue tele (1745) ed altri quadri (sulla storia di Vallombrosa) sono situati sopra il coro, all'interno della chiesa. La sua notevole presenza nel contesto vallombrosano è data dal fatto che il fratello Enrico, anch'egli artista, era monaco di quell'ordine.
Fu maestro all'Accademia del Disegno e lì promosse edizioni illustrate su artisti passati o a lui coevi: si ricordi per esempio la Vita di Anton Domenico Gabbiani edita anche sotto il titolo I Cento Pensieri di Anton Domenico Gabbiani pittore fiorentino (Moückiana, Firenze, 1762).
Tra le opere pittoriche maggiori la Contessa Matilde che dona i suoi beni alla Chiesa (260x247) nella Chiesa di San Bartolomeo in Pantano (Pistoia)  dove "la contessa è stata raffigurata con un abito azzurro, manto rosso bordato di pelliccia e sta indicando con una mano l'atto di donazione posto su un vassoio che un valletto sta porgendo al papa". Nella stessa chiesa pistoiese troviamo San Pietro Igneo attraversa il fuoco, Sant'Atto riceve le reliquie di Sant'Jacopo. Nel Palazzo dei Priori in Volterra (sala della Giunta) di lui è la Nascita della Vergine. Nella pieve di Sant'Andrea a Doccia (Pontassieve, Firenze) Il Crocifisso tra San Carlo Borromeo, San Filippo Neri e Sant'Antonio Abate (1776). Alla Galleria degli Uffizi (Firenze) è conservato il suo Autoritratto.
Numerose altre opere in collaborazione con altri pittori: con Francesco Conti il Transito di San Giuseppe , il ciclo di San Francesco di Paola (sei tele polilobate) nella Chiesa di San Francesco di Paola (Firenze) in collaborazione con Antonio Nicola Pillori e Dionisio Predellini. "L'intero ciclo presuppone caratteri stilistici unitari che fanno supporre sia stato eseguito sotto la guida dello Hugford, il più celebre dei tre autori" (Caterina Bon).
Il Miracolo della trota rediviva appartenente a questo ciclo in Firenze è considerato da M. Mosco come uno dei migliori esempi di pittura fiorentina del XVIII secolo (M. Mosco, Itinerario di Firenze barocca, Firenze, 1974, 33).
Per concludere occorre ricordare come l'Hugford fu anche restauratore (la tradizione gli attribuisce il "ridipingere" la Madonna miracolosa dell'Impruneta, la Signora delle acque, 1758), collezionista e dedito al commercio di opere d'arte.